# Erroll Arthur Edwin Tremlett
Erroll Arthur Edwin Tremlett, britanski general, * 1893, † 1982.